# صالح آل الشيخ
الشيخ صالح بن عبد العزيز بن محمد آل الشيخ (ولد 1378 هـ / 1959 م) عالم دين سعودي ووزير دولة وعضو مجلس الوزراء السعودي وعضو في مجلس الشؤون السياسية والأمنية من مواليد مدينة الرياض، وهو أستاذ للعلوم الشرعية ووزير سابق للشؤون الإسلامية والدعوة والإرشاد في المملكة العربية السعودية، الفترة الأولى 1420- 1436 هـ، والثانية 1436- 1439 هـ، يرجع بنسبه للإمام محمد بن عبد الوهاب.
أكمل تعليمه الثانوي في معهد العاصمة النموذجي الرياض، ولحرصه على أن يكون تعليمه الجامعي شرعيًّا فقد التحق بجامعة الإمام محمد بن سعود الإسلامية ممثلة في كلية أصول الدين بقسم القرآن وعلومه، وبعد تخرجه منها عمل ضمن هيئة التدريس فيها.

## نسبه
هو صالح بن عبد العزيز بن محمد بن إبراهيم بن عبد اللطيف بن عبد الرحمن بن حسن بن محمد بن عبد الوهاب، وهو من أسرة آل الشيخ المعروفة، وهم من آل مُشَرَّف عشيرة من المَعاضِيد من فخذ آل زاخر الذين هم بطن من الوهبة من بني حنظلة من قبيلة بني تميم.

## مناصبه
- عمل ضمن هيئة التدريس في كلية أصول الدين في جامعة الإمام محمد بن سعود الإسلامية.
- في عام 1416 هـ حيث عين نائبًا لوزير الشؤون الإسلامية والأوقاف والدعوة والإرشاد.
- في عام 1420 هـ صدر الأمر بتعيينه وزيرًا للشؤون الإسلامية والأوقاف والدعوة والإرشاد، إلى جانب إشرافه على المؤسسات الخيرية مثل مؤسسة الحرمين الخيرية، وهيئة الإغاثة الإسلامية العالمية، والندوة العالمية للشباب الإسلامي.

والشيخ منصرف إلى طلب العلم وتحقيق المسائل على نحو ما كان عليه علماء الدعوة السلفية وكبار العلماء منذ زمن، ودأب على نشر ذلك وتعليمه في دروسه ومحاضراته وتوجيهاته التي يلقيها في المساجد وفي غيرها.

## تعليمه
الشيخ قارئ وباحث في فتاوى جده الشيخ محمد بن إبراهيم بن عبد اللطيف آل الشيخ ، حيث تفرغ لدراستها وفهم مقاصدها واصطلاحاتها الفقهية والعلمية ومقاصدها التي انفردت بها بحكم الزمان والمكان، وكان يستعين بعد الله بكبار العلماء في ذلك الوقت.
ودرس على عدد من العلماء وهم:
- الشيخ عبد العزيز بن عبد الله بن عبد الرحمن بن باز.
- والده الشيخ عبد العزيز بن محمد بن إبراهيم آل الشيخ مستشار خادم الحرمين الشريفين.
- الشيخ عبد الله بن عبد العزيز بن عقيل
- الشيخ عبد الله بن غديان، عضو هيئة كبار العلماء.
- الشيخ عبد العزيز بن مرشد.
- الشيخ أحمد المرابط الشنقيطي، نائب مفتي الديار الموريتانية درس عليه في علوم اللغة.
- الشيخ محمد بن سعد الدبل، درس عليه في النحو.

وكان له جلسات ومباحثات علمية متكررة مع الشيخ حماد الأنصاري.
وحرص على جمع الإجازات العلمية من شتى أنحاء الأرض ، حيث حصل على إجازات عدة من بعض علماء المملكة، ورحل إلى: تونس والمغرب وباكستان والهند وغيرها في سبيل ذلك. له من المؤلفات والتحقيقات التي يحرص على اقتنائها طلبة العلم لما فيها من الشمولية والتدقيق العلمي ما يقارب سبعة عشر عملًا علميًّا. شارك في عدد من المؤتمرات في داخل المملكة وفي أمريكا وأوروبا ومصر وغيرها.

## مؤلفاته
- شرح لمعة الاعتقاد.
- شرح كتاب التوحيد.
- شرح الأربعون النووية.
- شرح الطحاوية.
- شرح العقيدة الواسطية.
- شرح كشف الشبهات.
- شرح ثلاثة الأصول.
- شرح مقدمة تفسير لابن تيمية.